# Gran Armènia

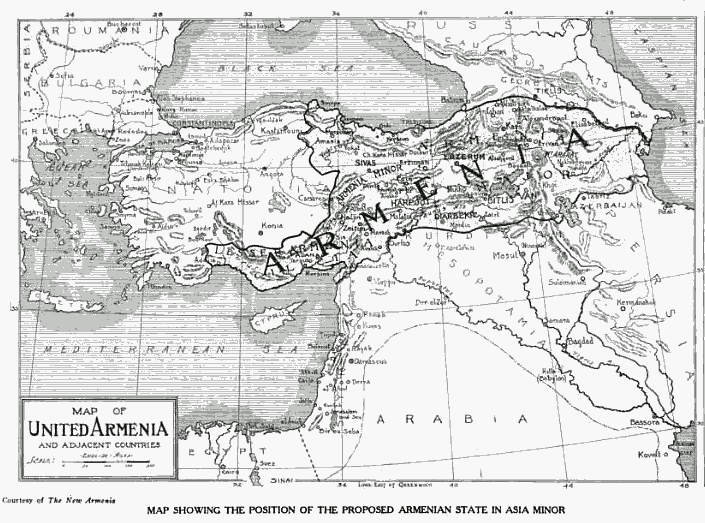
Mapa de la Gran Armènia

La Gran Armènia és l'estat reclamat pels armenis de Rússia i de l'Imperi Otomà el 1918 i que va tenir plasmació jurídica en la República Democràtica d'Armènia al Tractat de Sèvres de 1920, mai ratificat, pel qual l'Imperi Otomà i els aliats van fer la pau, i després en l'arbitratge del president dels Estats Units sobre els límits de l'estat, causa de la Guerra d'independència turca, i fins i tot arribant a l'Armènia russa en la Guerra turco-armènia. Armènia va patir al mateix temps l'atac dels àzeris, turcs i comunistes armenis. Els turcs van conquerir Aleksandrópol o Gyumri (Gumru) a la fi de l'any 1920, i van signar el Tractat d'Aleksandrópol amb la República Socialista Soviètica d'Armènia que posava fi a la guerra i al somni armeni.
L'arbitratge del president estatunidenc sobre les fronteres de la Gran Armènia (que assignava a Armènia la part coneguda com a Armènia Wildoniana) no va tenir efectivitat perquè fou emès quan els turcs ja havien ocupat les regions que s'assignaven a Armènia.
Ocasionalment s'ha donat també el nom de Gran Armènia a la part oriental de l'Armènia bagràtida, que constituïa la major part del regne, gairebé sempre sota influència o domini persa. A causa d'això i de les connotacions imperialistes del terme «Gran», els nacionalistes armenis ja no parlen avui dia de la Gran Armènia i es refereixen a l'«Armènia Unida», en la qual inclouen no solament les antigues Armènia otomana i Armènia russa (fins 1818, després Armènia Soviètica), sinó també l'Alt Karabakh i l'enclavament de Nakhtxivan a l'Azerbaidjan i la regió de Djavakheti a Geòrgia.